# 中国华粮物流集团公司
中國華糧物流集團公司( 簡稱：華糧物流) 由中華人民共和國國家發展和改革委員會、財政部連同國務院國有資產監督管理委員會及國家糧食局於2006年成立的國有企業，同年8月於中國國家工商行政管理總局註冊登記，註冊資本為47.55億元人民幣，負責糧食物流相關業務，由上述四會、部及局共同管理，當中糧食購銷業務接受上述兩會、局及中國農業發展銀行的指導。
2012年4月10日，經過中國國務院批准，該公司移交國務院國有資產監督管理委員會管理，由後者代表國務院履行出資人的責任。2013年3月，华粮集团并入中粮集团。

## 外部連結
- 官方网站